# Arisaema sikokianum
Arisaema sikokianum là một loài thực vật có hoa trong họ Ráy (Araceae). Loài này được Franch. & Sav. mô tả khoa học đầu tiên năm 1878.

## Hình ảnh

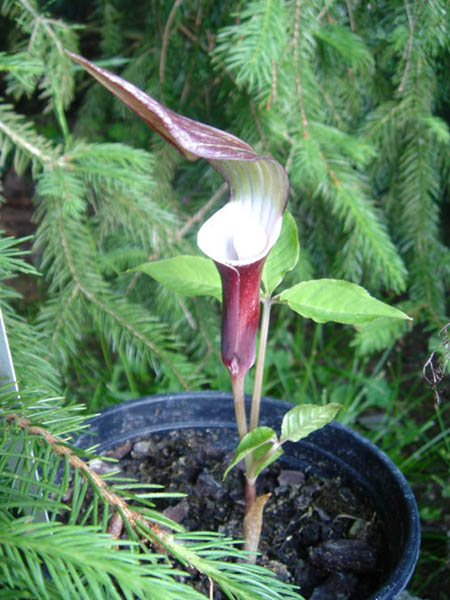
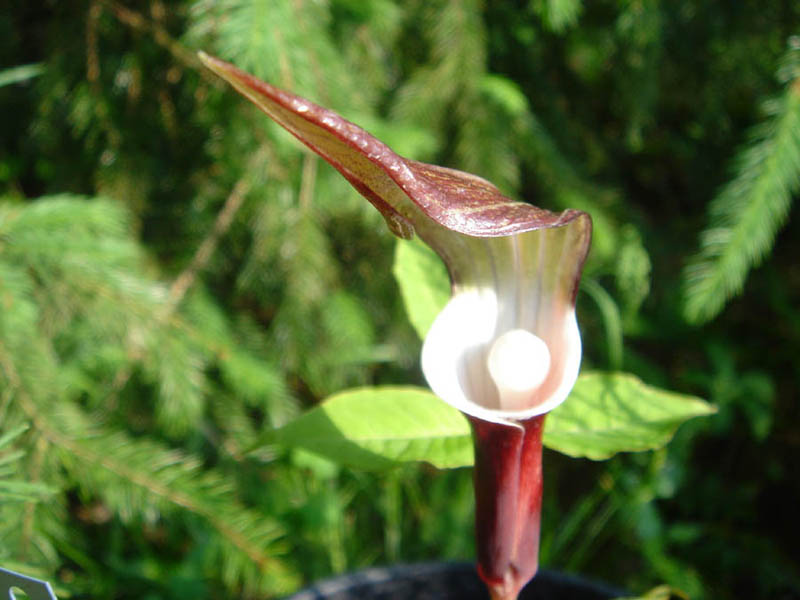
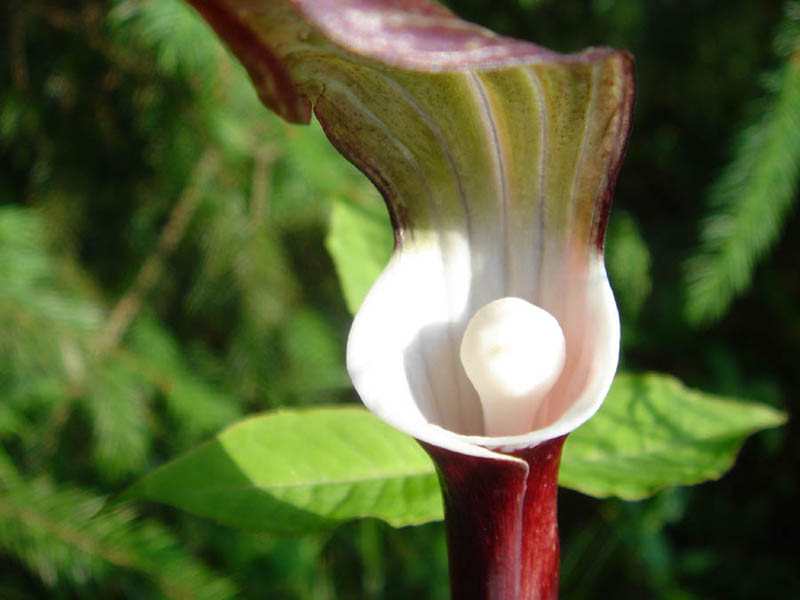
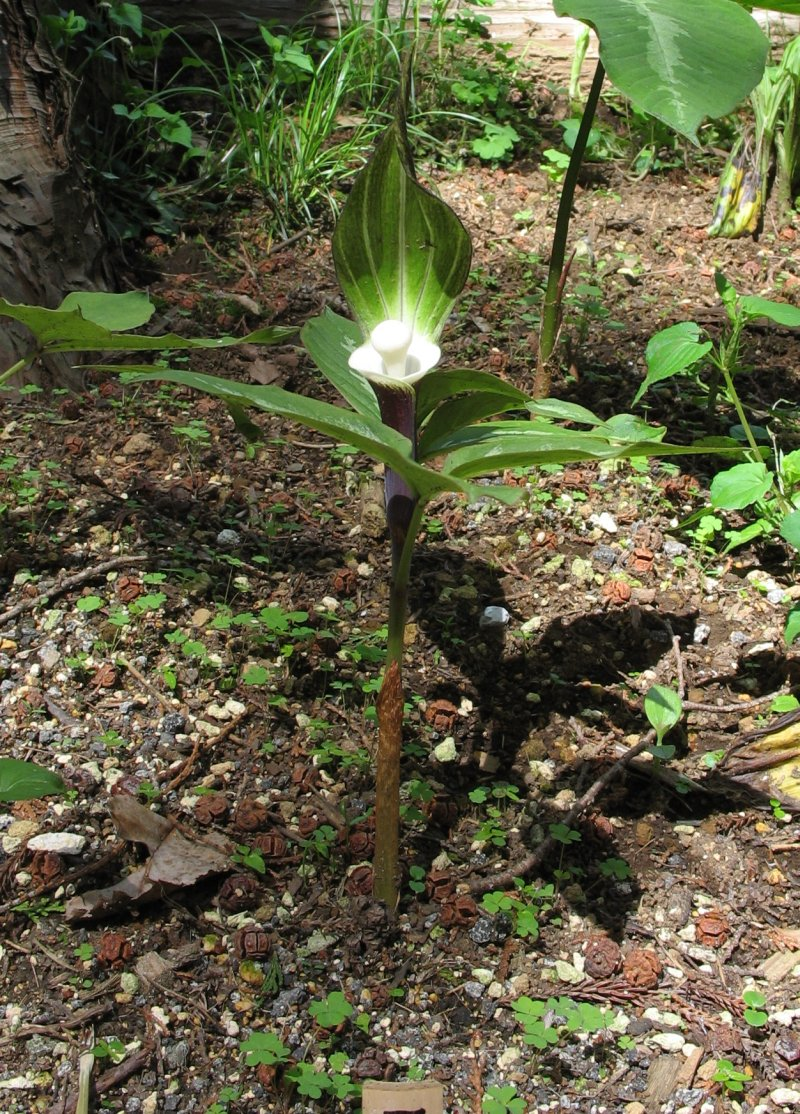